# Bistum Huari
Das Bistum Huari (lat.: Dioecesis Huariensis) ist eine im Norden Perus gelegene römisch-katholische Diözese mit Sitz in Huari.
Die Prälatur Huari wurde am 15. Mai 1958 aus Gebietsabtretungen der Bistümer Huánuco und Huaraz errichtet und dem Erzbistum Trujillo als Suffragan unterstellt. Am 2. April 2008 erhob Papst Benedikt XVI. die Prälatur mit der Apostolischen Konstitution Solet Apostolica Sedes zum Bistum.

## Ordinarien

### Prälaten von Huari
- Marco Libardoni OSI, 15. Mai 1958 – 25. Oktober 1966
- Dante Frasnelli Tarter OSI, 3. August 1967 – 13. Juni 2001
- Antonio Santarsiero Rosa OSI, 13. Juni 2001– 4. Februar 2004, dann Bischof von Huacho
- Ivo Baldi Gaburri, 4. Februar 2004 – 2. April 2008

### Bischöfe von Huari
- Ivo Baldi Gaburri, 2. April 2008 – 11. Juni 2021
- Sedisvakanz, seit 11. Juni 2021